# Boundjou (peuple)
Pour les articles homonymes, voir Boundjou.
Les Boundjou (ou Bundju, Bunju) sont une population du Cameroun vivant dans l'ouest de la Région du Centre et le département du Mbam-et-Kim, principalement dans deux villages de l'arrondissement de Mbangassina, Biakoa et Biatangana. Un schéma de la répartition approximative en 1910, établi d'après les travaux du cartographe allemand Max Moisel (1869-1920), les situe entre le Mbam et la Sanaga, entourés par les Tsinga à l'ouest et les Batsenga à l'est. Ils sont d'origine beti.
Leur nombre a été estimé à un peu moins d'un millier au début des années 1980.

## Langue
Ils parlent le boundjou (boudjou, bundju, bunju), un dialecte du tuki, une langue bantoue.